# Danny Gare
Daniel Mirl „Danny“ Gare (* 14. Mai 1954 in Nelson, British Columbia) ist ein ehemaliger kanadischer Eishockeyspieler, der im Verlauf seiner aktiven Karriere zwischen 1971 und 1987 unter anderem 891 Spiele für die Buffalo Sabres,  Detroit Red Wings und Edmonton Oilers in der National Hockey League (NHL) auf der Position des rechten Flügelstürmers bestritten hat. Sowohl bei den Buffalo Sabres als auch Detroit Red Wings fungierte Gare, der im Jahr 1980 Torschützenkönig der NHL war, als Mannschaftskapitän.

## Karriere
Danny Gare begann seine Karriere 1971 in der kanadischen Juniorenliga Western Canada Hockey League (WCHL) bei den Calgary Centennials. Während er in seiner ersten Saison noch keine auffälligen Leistungen brachte, entwickelte er sich in seinem zweiten Jahr zu einem guten Scorer und erzielte 88 Scorerpunkte in 65 Spielen. Erst im NHL Amateur Draft 1974 wurde er von den Buffalo Sabres aus der National Hockey League (NHL) in der zweiten Runde an Position 29 ausgewählt, nachdem er in Calgary in der Saison 1973/74 127 Punkte erzielt hatte.
Gleich in seinem ersten Jahr in Buffalo konnte er überzeugen und sammelte gleich 62 Punkte. Das Team drang bis ins Finale um den Stanley Cup vor, wo es jedoch verloren. Gare stand mit Don Luce und Craig Ramsay in einer Sturmreihe. Während er in der Saison 1976/77 längere Zeit verletzt fehlte, wurde er im Herbst 1977 zum Mannschaftskapitän der Sabres ernannt. Danny Gare setzte seine guten Leistungen als punktender und defensivstarker Stürmer fort und war in der Saison 1979/80 mit 56 Toren gemeinsam mit Charlie Simmer und Blaine Stoughton bester Torschütze der NHL. Gleichzeitig erzielte er mit 89 Punkten das beste Ergebnis seiner Laufbahn.
Nach einer weiteren starken Saison mit 85 Punkten, wurde er in der Saison 1981/82 gemeinsam mit Jim Schoenfeld und Derek Smith im Tausch für Mike Foligno, Dale McCourt und Brent Peterson zu den Detroit Red Wings transferiert. Vor der Saison 1982/83 übernahm er den Posten als Mannschaftskapitän der Red Wings, die zu dieser Zeit zu den schlechtesten Teams der Liga gehörten. Seine Punkteausbeute ging in den folgenden Jahren deutlich zurück und er konnte in der Saison 1983/84 nur noch 26 Punkte in 63 Spielen erzielen. Doch das Team machte in dieser Saison einen Schritt nach vorne und qualifizierte sich nach langer Zeit wieder für die Playoffs, woran der erst im Herbst 1983 verpflichtete 18-jährige Steve Yzerman großen Anteil hatte. Gare spielte noch zwei weitere Jahre für Detroit, ehe sein Vertrag im Sommer 1986 auslief. Er verließ das Team und Yzerman übernahm das „C“ des Mannschaftskapitän. Daraufhin unterschrieb Gare einen Vertrag bei den Edmonton Oilers, die mit Superstars wie Wayne Gretzky, Mark Messier und Paul Coffey besetzt waren. Das Team konnte in der Saison 1986/87 den Stanley Cup gewinnen, doch da Gare in den Playoffs nicht zum Einsatz kam und nur 18 Saisonspiele bestritten hatte, wurde sein Name nicht auf die Trophäe eingraviert.
Im Sommer 1987 verließ er Nordamerika und wechselte zum ECD Iserlohn nach Deutschland. Doch mehr als ein Testspiel absolvierte er dort nicht. Nachdem es wegen finanzieller Ungereimtheiten des Vereins in den Vorjahren zu Hausdurchsuchung kam, von denen auch Gare betroffen war, verließ er Deutschland wieder und beendete seine Karriere. Kurz darauf erhielt er einen Job als Kommentator und Experte bei den Fernsehübertragung der Spiel der Buffalo Sabres. Dort blieb er bis 1992, als er TV-Kommentator der Tampa Bay Lightning wurde, die vor ihrer ersten NHL-Saison standen. Im Sommer 1993 nahm er den Posten als Assistenztrainer von Tampa Bay an und blieb auf dieser Position für zwei Jahre. Im Jahr 1995 kehrte er nach Buffalo zurück, wo er ein Jahr lang die Spiele der Sabres im Radio kommentierte, ehe er 1996 wieder im Fernsehen für die Buffalo Sabres arbeitete und das bis 2004 tat. Im Jahr 2005 ehrten die Buffalo Sabres Danny Gare, in dem sie einen Banner mit seiner Nummer 18 in einer feierlichen Zeremonie an die Hallendecke der damaligen HSBC Arena hängten. Die Nummer wird an keinen Spieler der Sabres mehr vergeben. Gare war der fünfte Spieler in der Geschichte des Teams, dem diese Ehre zu kam. Zwischen 2006 und 2009 analysierte er im Fernsehen die Spiele der Columbus Blue Jackets.

## Erfolge und Auszeichnungen
| - 1974 WCHL First All-Star Team - 1980 Teilnahme am NHL All-Star Game - 1980 Torschützenkönig der NHL (gemeinsam mit Charlie Simmer und Blaine Stoughton) - 1980 NHL Second All-Star Team | - 1981 Teilnahme am NHL All-Star Game - 1993 Aufnahme in die Greater Buffalo Sports Hall of Fame - 2005 Sperrung der Trikotnummer 18 durch die Buffalo Sabres |

### International
- 1976 Goldmedaille beim Canada Cup
- 1981 Silbermedaille beim Canada Cup

## Karrierestatistik

### International
Vertrat Kanada bei:
- Canada Cup 1976
- Canada Cup 1981

(Legende zur Spielerstatistik: Sp oder GP = absolvierte Spiele; T oder G = erzielte Tore; V oder A = erzielte Assists; Pkt oder Pts = erzielte Scorerpunkte; SM oder PIM = erhaltene Strafminuten; +/− = Plus/Minus-Bilanz; PP = erzielte Überzahltore; SH = erzielte Unterzahltore; GW = erzielte Siegtore; 1 Play-downs/Relegation; Kursiv: Statistik nicht vollständig)